# کینلی گیبسون
کینلی گیبسون (انگلیسی: Kinley Gibson؛ زادهٔ ۱۶ ژانویهٔ ۱۹۹۵) دوچرخه‌سوار اهل کانادا است.
وی در مسابقات کشوری و بین‌المللی در مجموع برندهٔ ۱ مدال طلا شده‌است.